# دي توكس
دي توكس (بالإنجليزية: D-tox)‏ هو فيلم جريمة أمريكي صدر عام 2002 من إخراج جيم غيليسبي وبطولة سيلفستر ستالون.

## قصة الفيلم
وكيل مكتب التحقيقات الفيدرالي (مالوي) يتعرض لأزمة نفسية عنيفة بعد حادثة قتل قاسية يراها، ويبدأ في تلقي علاج ما بعد الصدمة في مصحة نفسية، ولكن الأمور لم تسر على مايرام في المصحة، وعليه أن يترك مخاوفه جانبا ويبدأ في التصدي للحوادث التي تنتشر في المكان، وكشف غموضها.

## الممثلون
- سيلفستر ستالون بدور جاك مالوي
- تشارلز س. دوتون بدور المحقق هندريكس
- كورتني فانس بدور جونز
- توم بيرينجر بدور هانك
- كريس كريستوفرسون بدور دوك
- أنتوني جا ميفسود بدور كارل براندون
- جيفري رايت بدور جاوورسكي
- روبرت باتريك بدور نوح
- روبرت بروسكي بدور ماكنزي
- شون باتريك بدور كونر
- ستيفن لانغ بدور جاك
- دينا ماير بدور ماري
- بولي ووكر بدور جيني
- رانس هوارد ورجل غريب
- فولفورد كريستوفر بدور سلاتر
- أنجيلا ألفارادو بدور لوبيز
- جون تيموثي بدور ضابط شرطة

## روابط خارجية
- دي توكس على موقع IMDb (الإنجليزية)
- دي توكس على موقع روتن توميتوز (الإنجليزية)
- دي توكس على موقع نتفليكس (الإنجليزية)
- دي توكس على موقع قاعدة بيانات الأفلام العربية
- دي توكس على موقع ألو سيني (الفرنسية)
- دي توكس على موقع Turner Classic Movies (الإنجليزية)
- دي توكس على موقع أول موفي (الإنجليزية)
- دي توكس على موقع بوكس أوفيس موجو (الإنجليزية)
- دي توكس على موقع فيلمافينيتي (الإسبانية)
- دي توكس على موقع قاعدة بيانات الأفلام السويدية (السويدية)